# Medaille „20. Jahrestag des Sieges im Großen Vaterländischen Krieg 1941–1945“

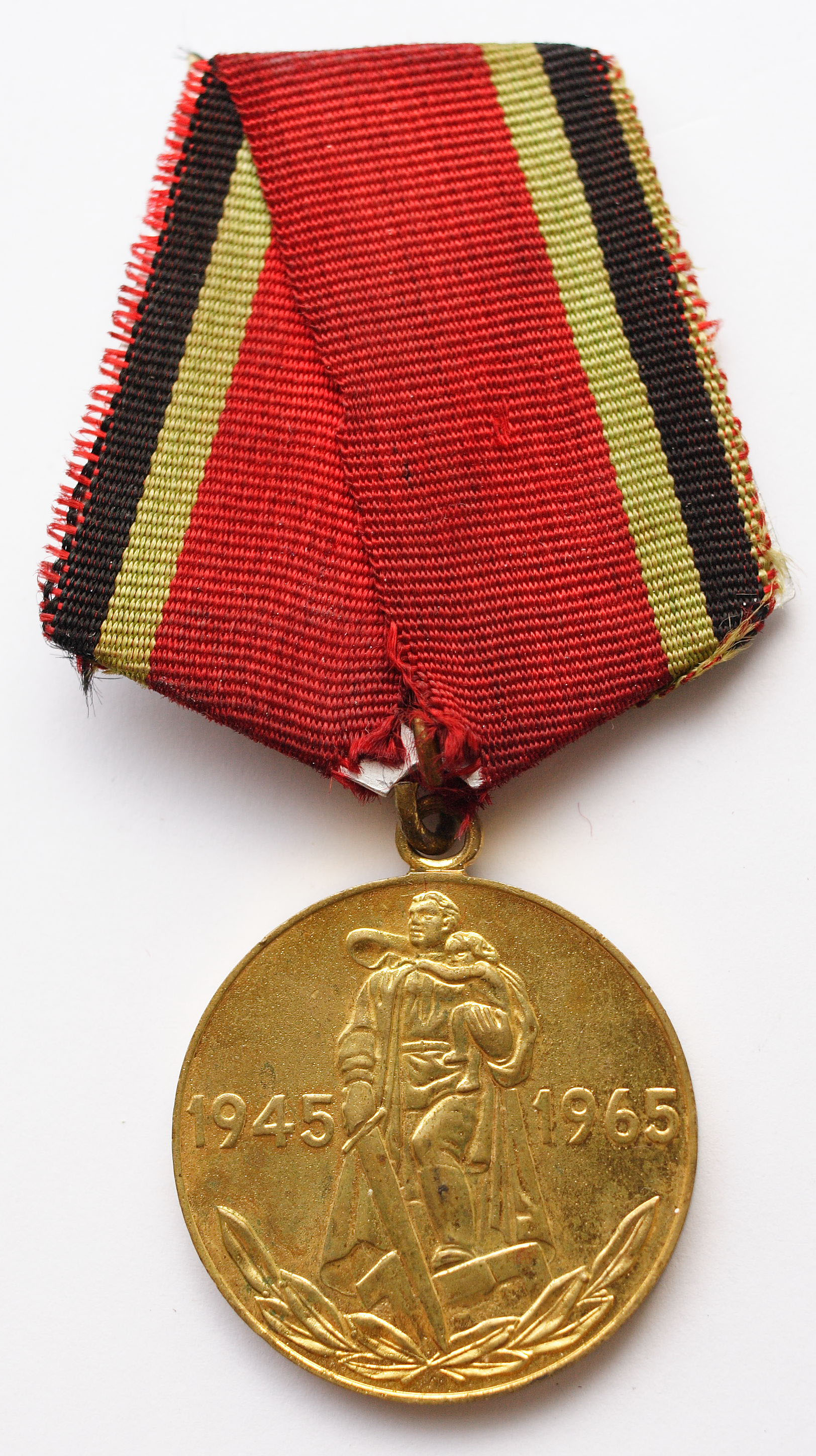
Avers

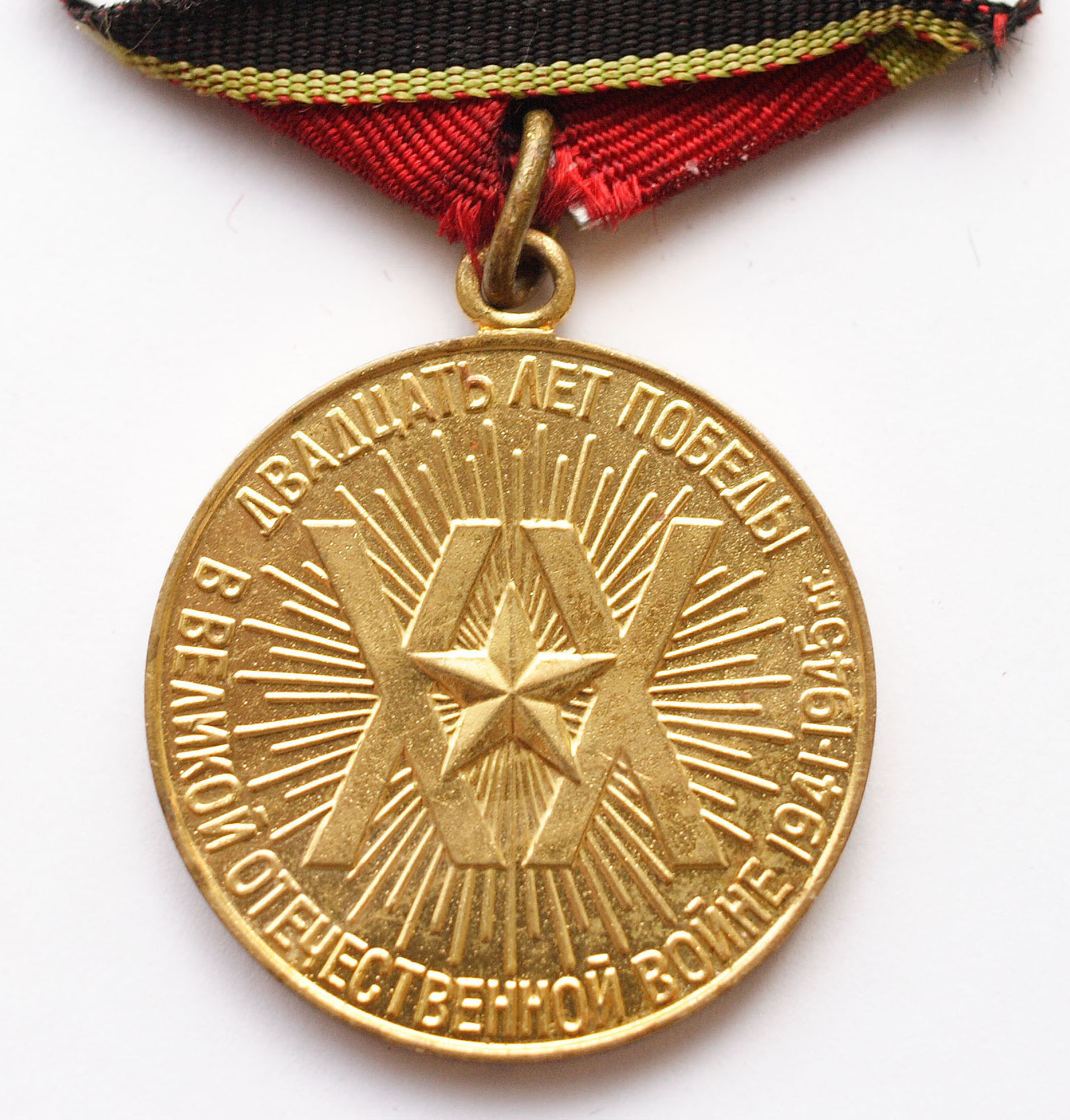
Revers

Die Medaille „20. Jahrestag des Sieges im Großen Vaterländischen Krieg 1941–1945“ (russisch Юбилейная медаль «Двадцать лет Победы в Великой Отечественной войне 1941—1945 гг.») war eine Auszeichnung der ehemaligen Sowjetunion, welche am 7. Mai 1965 anlässlich des 20. Jahrestages des Sieges im Vaterländischen Krieg gegen Hitlerdeutschland in einer Stufe gestiftet wurde. Die Medaille erhielten überwiegend alle militärischen und zivilen Personen, die in den Sowjetischen Streitkräften am Sieg im Großen Vaterländischen Krieg beteiligt waren.
Die 32 mm durchmessende vergoldete Medaille aus Messing zeigt auf ihrem Avers mittig einen Mann, der in seiner rechten Hand ein mächtiges Schwert hält und auf seiner linken ein Kind. Flankiert wird diese Symbolik von den Jahreszahlen 1945 (links) und 1965 rechts. Der untere Medaillenrand wird von zwei gekreuzten Lorbeerzweigen bestimmt. Das Revers der Medaille zeigt dagegen mittig vor einem strahlenförmigen Hintergrund einen Sowjetstern der vor den römischen Ziffern XX ruht. Umschlossen wird diese Symbolik von der Umschrift: Двадцать лет Победы (oben) und в Великой Отечественной войне 1941–1945 гг (Zwanzig Jahre des Sieges im Großen Vaterländischen Krieg 1941–1945). Getragen wurde die Medaille an der linken Brustseite des Beliehenen an einer pentagonalen roten Spange, in dessen rechter Hälfte die Farbkombination Grün-Schwarz-Grün als senkrechte Mittelstreifen eingewebt wurden. Die Interimspange ist von gleicher Beschaffenheit. Es wurden 16.399.550 Medaillen verliehen.